# Музей історії української митної справи
Музей історії української митної справи — розташований у стінах Київської міської митниці Державної митної служби України.

## Історія створення
Основи музею заклав в.о. директора Департаменту адміністрування митних платежів Державної фіскальної служби України (ДФС) Сергій Тупальський.
Питання створення такого музею обговорювалося ще в жовтні 2017 року під час зустрічі на той час в. о. начальника Київської міської митниці ДФС Сергія Тупальського та експерта з історії української митниці, головного редактора журналу «Митний брокер» Сергія Трусова і ректора Київського національного торговельно-економічного університету академіка Анатолія Мазаракі.
Музей відкритий 25 червня 2018 у стінах Київської міської митниці ДФС, на 27-у річницю прийняття закону «Про митну справу в Україні», який заклав основу української митниці.

## Експонати
Серед експонатів музею:
- форма київського митника кінця XIX-го — початку XX-го століття;
- посвідчення митника середини XX-го століття;
- відзнаки митників;
- митні декларації і облікові книги попередніх періодів;
- калькулятор 1970-х, який дозволяв розраховувати митну вартість вантажу за спеціальними формулами;
- фотоальбом про життя митників столиці;
- спеціальна камера 1980-х років, за допомогою якої фіксувалися порушення митного законодавства.